# Provincia de Sisaket
Sisaket (en tailandés: นครสวรรค์) es una de las setenta y seis provincias que conforman la organización territorial del Reino de Tailandia.

## Geografía
La provincia se encuentra en el valle del río Mun, un afluente del Mekong. Al sur de la provincia esta la cadena montañosa de Dangrek, que también forma la frontera con el Reino de Camboya.
El parque nacional Khao Phra Wihan tiene una superficie de 130 km², abarca las montañas Dangrek en el sureste de la provincia. Se estableció el 20 de marzo de 1998. Es el nombre del templo jemer de Preah Vihear Prasat (anglicanizado en Tailandia como Prasat Khao Phra Wihan), ubicado en Camboya, que había sido el tema de la disputa fronteriza entre los dos países y así fue inaccesible para la mayor parte de la historia reciente.

## Divisiones administrativas

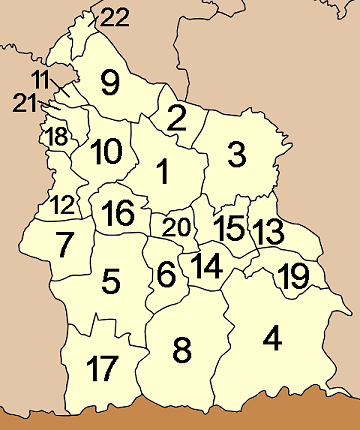
Distritos de la provincia.

Esta provincia tailandesa se encuentra subdividida en una cantidad de distritos (amphoe) que aparecen numerados a continuación:
- 1. Mueang Sisaket
- 2. Yang Chum Noi
- 3. Kanthararom
- 4. Kantharalak
- 5. Khukhan
- 6. Phrai Bueng
- 7. Prang Ku
- 8. Khun Han
- 9. Rasi Salai
- 10. Uthumphon Phisai
- 11. Bueng Bun
- 12. Huai Thap Than
- 13. Non Khun
- 14. Si Rattana
- 15. Nam Kliang
- 16. Wang Hin
- 17. Phu Sing
- 18. Mueang Chan
- 19. Benchalak
- 20. Phayu
- 21. Pho Si Suwan
- 22. Sila Lat

## Demografía
La provincia abarca una extensión de territorio que ocupa una superficie de unos 9.597,7 kilómetros cuadrados, y posee una población de 1.090.379 personas (según las cifras del censo realizado en el año 2000). Si se consideran los datos anteriores se puede deducir que la densidad poblacional de esta división administrativa es de 114 habitantes por kilómetro cuadrado aproximadamente.